# Saperda vestita
Saperda vestita es una especie de escarabajo longicornio del género Saperda, subfamilia Lamiinae. Fue descrita científicamente por Say en 1824.
Se distribuye por Canadá y los Estados Unidos. Mide 12-23 milímetros de longitud. El período de vuelo ocurre en los meses de abril, mayo, junio, julio, agosto, septiembre y octubre.